# 圣日耳曼迪皮站
圣日耳曼迪皮站是法国的一个铁路车站，位于法国谢尔省的圣日耳曼迪皮境内，属于布尔日城市公共社区范围。

## 位置
圣日耳曼迪皮站位于圣日耳曼迪皮的市镇中心，维耶尔宗－桑凯兹铁路239.699公里处，距离布尔日大约7公里。车站大致呈东西走向，开口朝北。

## 车站概况
圣日耳曼迪皮站是一个无人看守的铁路车站，站内无任何人工售票服务，在该站上车的乘客需提前购买车票或使用通勤卡。
圣日耳曼迪皮站也没有地下通道或人行天桥，乘客需通过车站西侧的铁路平交道口横穿铁路正线前往下行方向的站台，因此该站存在一定的安全隐患。

## 站台设置
| 北↑ |      |             | 主站房 |
|     |      | 非运营线    |        |
|     | 岛式 |             |        |
|     |      | 讷韦尔方向→ |        |
|     |      | ←布尔日方向 |        |
|     | 侧式 |             |        |
| 南↓ |      |             |        |

## 停靠线路
以下列车线路在圣日耳曼迪皮站停靠：
| 圣日耳曼迪皮站列车线路表 |                         |        |        |                 |
| 线路                     | 车种                    | 上一站 | 下一站 | 大致运行频率    |
| 奥尔良—讷韦尔            | TER Centre-Val-de-Loire | 布尔日 | 阿沃尔 | 每天2趟左右     |
| 图尔→讷韦尔              | TER Centre-Val-de-Loire | 布尔日 | 阿沃尔 | 每天1班（单向） |
| 维耶尔宗/布尔日—讷韦尔   | TER Centre-Val-de-Loire | 布尔日 | 阿沃尔 | 每天3趟左右     |
| 1. 2.                    |                         |        |        |                 |

## 配套交通

### 长途汽车
圣日耳曼迪皮站对应的大巴车上下车地点位于车站北侧大约200米外的戴高乐将军大道（Avenue Général de Gaule）上。当某条铁路线施工或罢工时，SNCF可能会提供途径该线路沿途站点的大巴车。

### 城市公共交通
| 圣日耳曼迪皮站附近的市内公共交通线路 |                                           |                                         |
| 公交车站名称                         | 位置                                      | 停靠线路                                |
| Nelson Mandela 纳尔逊·曼德拉         | Avenue Général de Gaule （车站北侧200米） | -2- 布尔日-民族 ↔ 圣日耳曼迪皮-沙埃约地 |
| 1. 2.                                |                                           |                                         |

## 临近车站
| 圣日耳曼迪皮站（Gare de Saint-Germain-du-Puy） |                      |                   |
| 上行车站                                       | 线路                 | 下行车站          |
| 布尔日站 6,9km ←                               | 维耶尔宗－桑凯兹铁路 | 阿沃尔站 → 14,9km |